# ツインシティ (平塚市・寒川町)
ツインシティは、神奈川県平塚市と寒川町にかけた地域で構想されている都市開発計画。2002年に神奈川県及び「東海道新幹線新駅設置促進期成同盟会（相模原市、平塚市、藤沢市、茅ヶ崎市、厚木市、伊勢原市、海老名市、座間市、綾瀬市、寒川町）」が基本計画を策定した。同地区に東海道新幹線新駅（神奈川県）の誘致が進められている。

## 概要

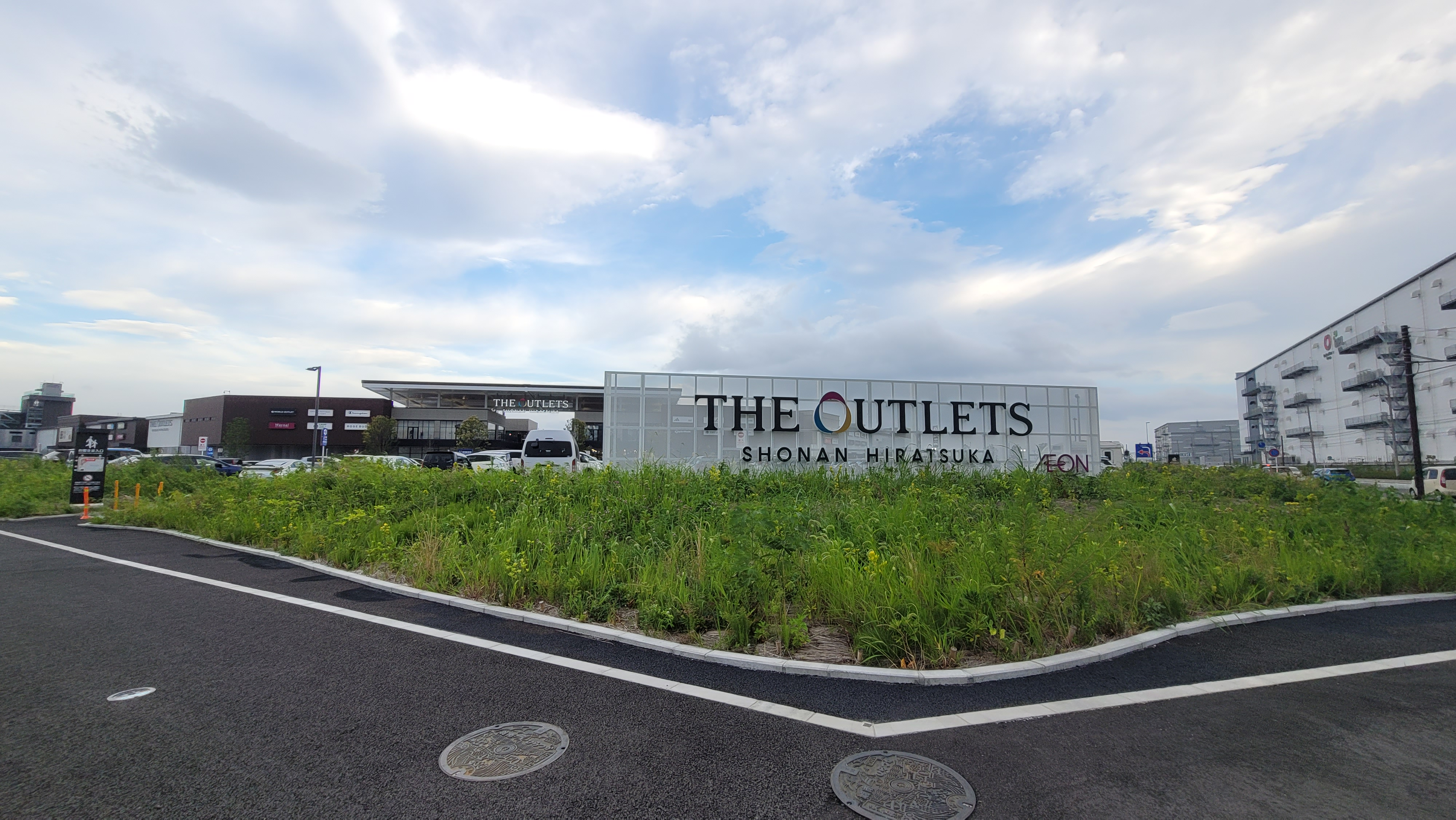
THE OUTLETS SHONAN HIRATSUKA

1997年、東海道新幹線新駅（神奈川県）を寒川町倉見地区に誘致する構想がまとまった際に、相模川の対岸の平塚市大神地区へ新たな橋をかけて両地区が一帯となって開発を進める構想も進められることとなった。これが「ツインシティ構想」である。
2002年には神奈川県及び「神奈川県東海道新幹線新駅設置促進期成同盟会」により、環境共生モデル都市を目指す「ツインシティ整備計画」が策定された。2016年には、平塚市大神地区側で土地区画整理組合が発足した。平塚市ツインシティ大神地区にはTHE OUTLETS SHONAN HIRATSUKA（イオンモール運営）、大和ハウス工業株式会社、三井不動産株式会社が立地する。

## 東海道新幹線新駅

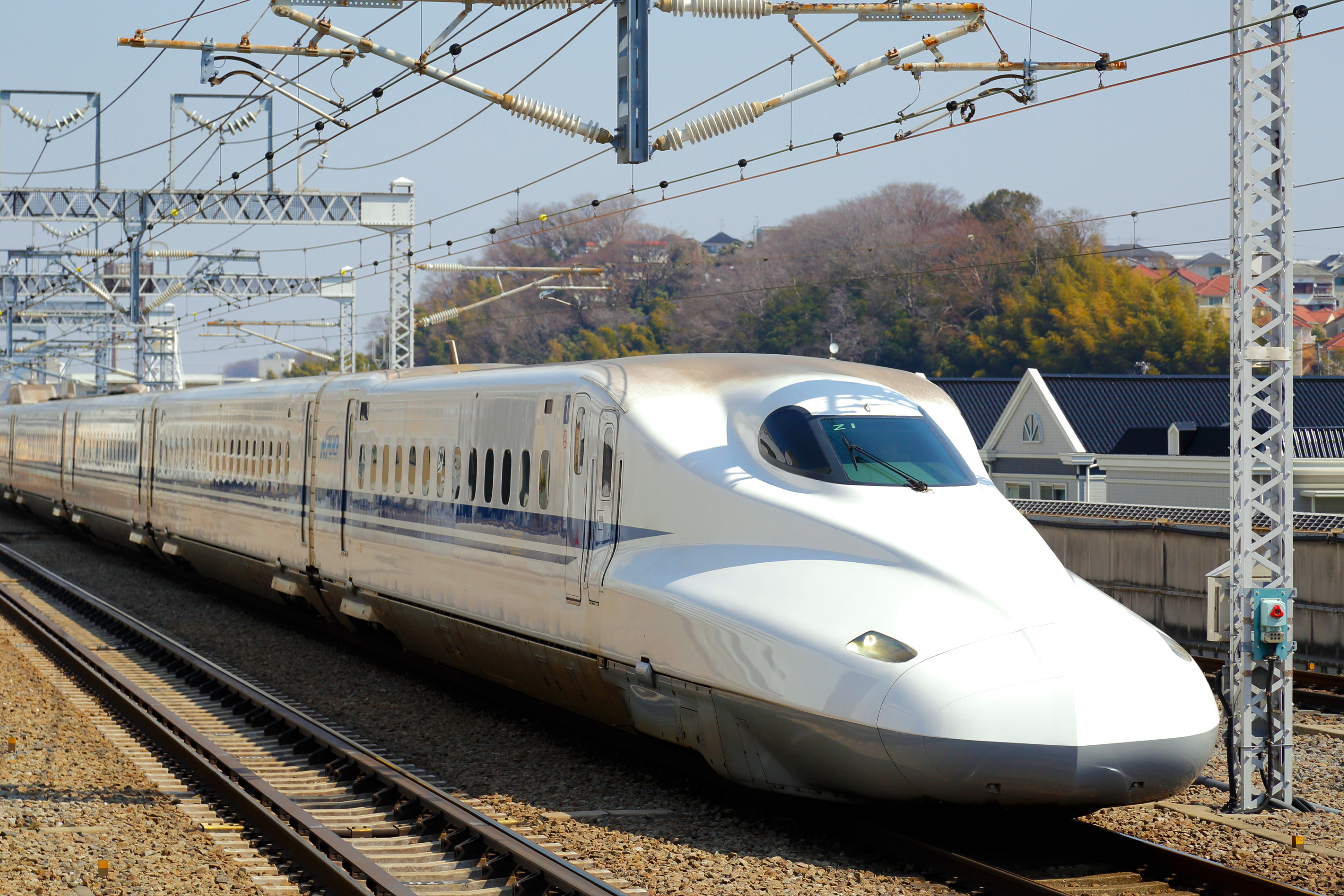
N700系

計画の核となる新幹線新駅は当初、JR東海側は「東海道新幹線は、品川駅開業後でも設備能力の限界まで列車を設定していくことになるため、新たに中間新駅を設置することは、全体の輸送力を落とすことになり、その実現は難しい。長期的に、中央新幹線の開業など、東海道新幹線の輸送力に余裕が生じた場合などにおいては、検討の対象になる。その際、周辺地区の都市形成やアクセス整備が進んだ上で、十分な需要見込みの検証とともに、新駅設置及び良好なダイヤ設定が可能な物理的条件の確保等、必要な事項を十分検討した上で可否を判断していく。」との見解を示した。そして2010年に、JR東海が高座郡寒川町倉見地区に新幹線新駅を設置することを前向きに検討していることが明らかになった。

## 相模鉄道いずみ野線延伸

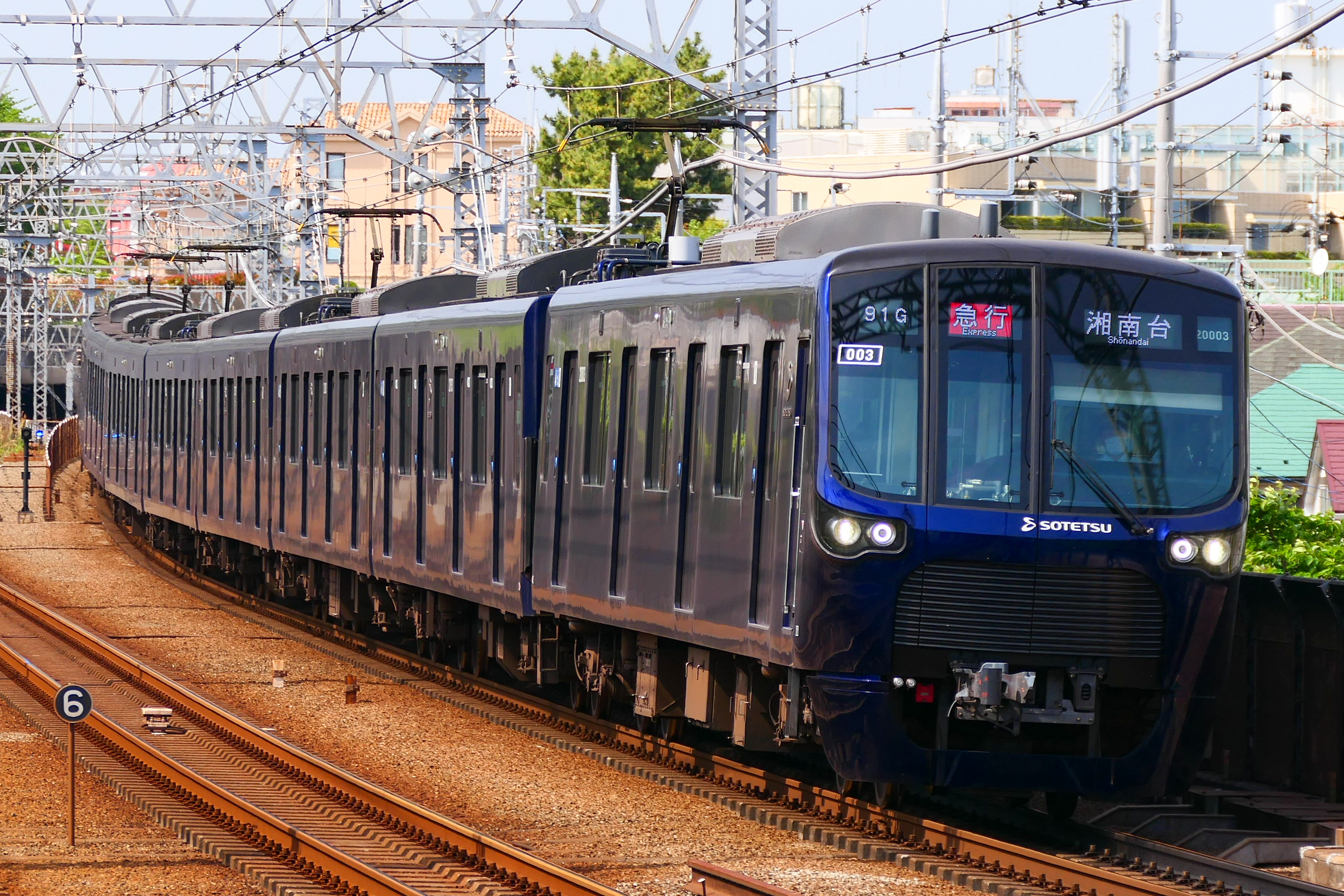
相鉄21000系

現在、新駅の誘致地区であるツインシティ地区に相鉄いずみ野線を延伸する計画がある。2016年4月、国土交通省の交通政策審議会の「東京圏における今後の都市鉄道のあり方について」の答申において、2030年頃までに整備すべき24路線の一つに相鉄いずみ野線の延伸（湘南台 - 倉見・約8km）が位置づけられた。相鉄いずみ野線の延伸は2010年度に、神奈川県と藤沢市、相模鉄道、慶應義塾大学の4者で「いずみ野線延伸の実現に向けた検討会」を設置し、湘南台 - 倉見（約8km）までのうち、慶應義塾大学湘南藤沢キャンパス (SFC) までの約3・3kmを第1区間として位置づけ、先行整備が検討されている。

## ツインシティ地区周辺

### 産業

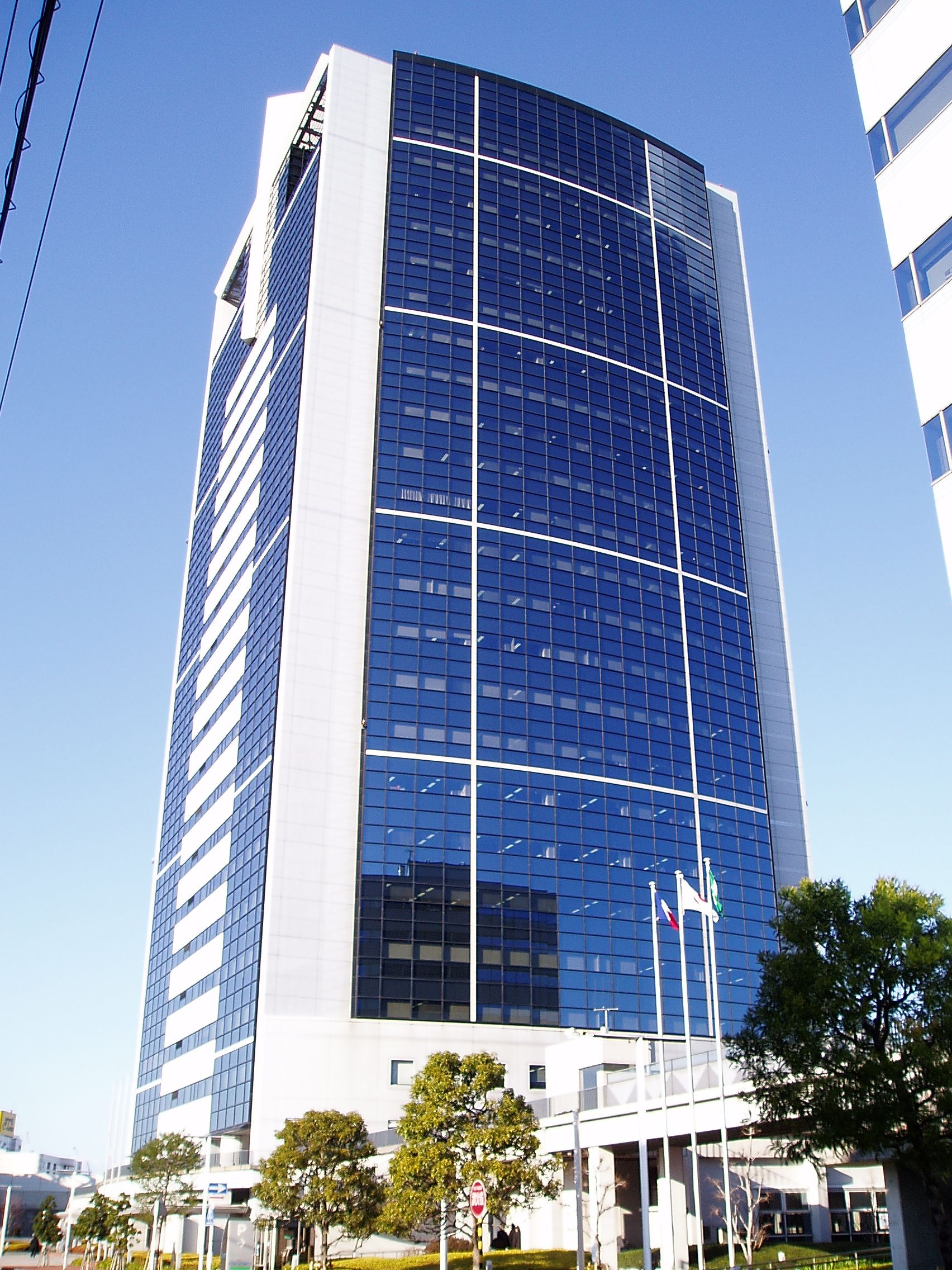
厚木アクスト

新幹線新駅の誘致が行われているツインシティ地区周辺は工業地帯としても発展し、相模原市、平塚市、厚木市を中心に大規模工業団地が造営され、広義的に京浜工業地帯の一翼を担う。なお、相模原市、厚木市は業務核都市に指定されている。また、「東海道新幹線新駅設置促進期成同盟会」を構成する9市1町と愛川町、大和市を加えたエリアは神奈川県の「さがみロボット産業特区」に指定されている。「東海道新幹線新駅設置促進期成同盟会」を構成する綾瀬市は政令市を除くと県内最多の工業事業所数を誇る。

### 商業
平塚市ツインシティ大神地区では2023年4月28日にイオンモールが運営する「THE OUTLETS SHONAN HIRATSUKA」が開業。

### 学術研究
新幹線新駅の誘致が行われているツインシティ地区から程近くには慶應義塾大学湘南藤沢キャンパス(SFC)があり、相鉄いずみ野線が延伸された場合、ツインシティ地区と慶應SFCが一直線につながり、新幹線新駅を中心としたエリアが学術研究地区として発展することが期待されている。ツインシティ地区周辺には数多くの学術研究機関があり、以下はツインシティ地区周辺にある主な学術研究機関である。
- 平塚市
  - 神奈川大学湘南ひらつかキャンパス（2023年3月末で閉鎖）
  - 東海大学湘南キャンパス
  - 神奈川県農業技術センター
- 藤沢市
  - 慶應義塾大学湘南藤沢キャンパス
  - 湘南工科大学
  - 多摩大学湘南キャンパス
  - 日本大学生物資源学部(湘南キャンパス)
- 茅ヶ崎市
  - 文教大学湘南キャンパス
- 厚木市
  - 神奈川工科大学
  - 松蔭大学
  - 東京工芸大学厚木キャンパス
  - 東京農業大学厚木キャンパス
- 伊勢原市
  - 産業能率大学湘南キャンパス
  - 東海大学伊勢原キャンパス
- 海老名市
  - 地方独立行政法人神奈川県立産業技術総合研究所(KISTEC)

### 企業
- 平塚市
  - 関西ペイント開発センター
  - キヤノン平塚事業所、平塚第二事業所
  - コマツ湘南工場
  - 第一三共平塚製薬技術開発センター
  - 古河電気工業平塚事業所
  - 三菱ガス化学平塚研究所
  - 横浜ゴム本社
- 茅ヶ崎市
  - アルバック本社
  - 電源開発(J-POWER)茅ヶ崎研究所
  - TOTO茅ヶ崎工場
- 厚木市
  - アンリツ本社
  - NTT厚木研究開発センタ
  - ソニー厚木テクノロジーセンター
  - 日産先進技術開発センター、テクニカルセンター、グローバルデザインセンター、グローバル情報システムセンター
  - 富士通厚木研究所
- 伊勢原市
  - アマダ本社
  - 市光工業本社・テクノロジーセンター
- 海老名市
  - リコーテクノロジーセンター
- 綾瀬市
  - キヤノン綾瀬事業所
- 寒川町
  - 東京応化工業TOK技術革新センター
  - JX金属倉見工場

### 交通
ツインシティ地区には現在JR相模線倉見駅があり、東海道新幹線、首都圏中央連絡自動車道（圏央道）が通過する。また、新幹線新駅の誘致地区であるツインシティ地区に相鉄いずみ野線を延伸する計画がある。現在ツインシティ地区周辺では公共交通網の整備が進み、2015年（平成27年）に首都圏中央連絡自動車道寒川北IC - 海老名JCT間が開通し、北関東方面へのアクセスが大幅に向上した。
さらに、2018年（平成30年）に新東名高速道路厚木南IC、2021年（令和3年）に東名高速道路綾瀬スマートICが開設されている。以下はツインシティ地区及びその周辺を通過する鉄道と主な道路である（建設途中も含む）。
- 鉄道
  - 東海道新幹線
  - JR相模線
  - 相鉄いずみ野線(延伸構想)
- 道路
  - 高速道路
    - 首都圏中央連絡自動車道
      - 寒川北IC

    - 新東名高速道路
      - 厚木南IC

  - 一般道路
    - 国道129号
    - 神奈川県道46号相模原茅ヶ崎線
    - 神奈川県道410号湘南台大神伊勢原線